# 2. Liga 2018-2019 (Austria)
La 2. Liga 2018-2019 è la 45ª edizione della seconda divisione del campionato austriaco di calcio, la prima con l'ampliamento a 16 squadre. Il campionato, iniziato il 27 luglio 2018 e terminato il 1º giugno 2019, è stato vinto dal WSG Swarovski Tirol, che ha conquistato la promozione in Bundesliga, e ha visto la retrocessione d'ufficio del Wacker Innsbruck II (per via della retrocessione della prima squadra dalla Bundesliga 2018-2019) e del Wiener Neustadt (per la revoca della licenza a seguito di violazioni in materia di licenze).

## Novità
Per via dell'ampliamento del numero di squadre, nessuna squadra è stata retrocessa dalla Bundesliga 2017-2018, mentre dalla Regionalliga sono stati promossi il Juniors OÖ, l'Austria Klagenfurt, il Wacker Innsbruck II, l'Amstetten, l'Austria Vienna II, il Lafnitz, l'Horn e il Vorwärts Steyr.

## Squadre partecipanti
| Club                | Città            | Stadio                        |
| ------------------- | ---------------- | ----------------------------- |
| Austria Klagenfurt  | Klagenfurt       | Wörthersee Stadion            |
| FC Liefering        | Liefering        | Stadion Wals-Siezenheim       |
| Wacker Innsbruck II | Innsbruck        | Tivoli-Neu Stadion            |
| Juniors OÖ          | Pasching         | Waldstadion                   |
| WSG Swarovski Tirol | Innsbruck        | Tirol Milch Stadion am Tivoli |
| SKU Amstetten       | Amstetten        | Ertl Glas Stadion             |
| Austria Lustenau    | Lustenau         | Reichshofstadion              |
| SV Lafnitz          | Lafnitz          | Sportplatz Lafnitz            |
| Austria Vienna II   | Vienna           | Generali arena                |
| SV Kapfenberger     | Kapfenberg       | Franz Fekete Stadion          |
| SV Horn             | Horn             | Sportplatz Horn               |
| Blau-Weiß Linz      | Linz             | Linzer Stadion                |
| Floridsdorfer AC    | Vienna           | Leopold Stroh                 |
| Vorwärts Steyr      | Steyr            | Vorwärts Stadion              |
| Wiener Neustadt     | Wiener Neustadt  | Wiener Neustädter Stadion     |
| Ried                | Ried im Innkreis | Keine Sorgen Arena            |

## Stagione regolare

### Classifica finale
|  | Pos. | Squadra             | Pt | G  | V  | N  | P  | GF | GS | DR  |
|  | ---- | ------------------- | -- | -- | -- | -- | -- | -- | -- | --- |
|  | 1.   | WSG Swarovski Tirol | 65 | 30 | 19 | 8  | 3  | 59 | 26 | +33 |
|  | 2.   | Ried                | 63 | 30 | 18 | 9  | 3  | 61 | 21 | +40 |
|  | 3.   | Austria Lustenau    | 50 | 30 | 14 | 8  | 8  | 55 | 34 | +21 |
|  | 4.   | Kapfenberger        | 46 | 30 | 13 | 7  | 10 | 44 | 40 | +4  |
|  | 5.   | Blau-Weiß Linz      | 44 | 30 | 14 | 2  | 14 | 46 | 48 | -2  |
|  | 6.   | Wiener Neustadt     | 44 | 30 | 12 | 8  | 10 | 39 | 41 | -2  |
|  | 7.   | Juniors OÖ          | 42 | 30 | 13 | 3  | 14 | 52 | 55 | -3  |
|  | 8.   | Austria Klagenfurt  | 41 | 30 | 9  | 14 | 7  | 43 | 35 | +8  |
|  | 9.   | Wacker Innsbruck II | 41 | 30 | 10 | 11 | 9  | 40 | 44 | -4  |
|  | 10.  | Floridsdorfer       | 41 | 30 | 11 | 8  | 11 | 35 | 41 | -6  |
|  | 11.  | Amstetten           | 36 | 30 | 10 | 6  | 14 | 45 | 43 | +2  |
|  | 12.  | Liefering           | 35 | 30 | 10 | 5  | 15 | 50 | 54 | -4  |
|  | 13.  | Austria Vienna II   | 34 | 30 | 9  | 7  | 14 | 46 | 62 | -16 |
|  | 14.  | Lafnitz             | 33 | 30 | 8  | 9  | 13 | 36 | 42 | -6  |
|  | 15.  | Horn                | 25 | 30 | 6  | 7  | 17 | 33 | 62 | -29 |
|  | 16.  | Vorwärts Steyr      | 21 | 30 | 5  | 6  | 19 | 32 | 68 | -36 |

Legenda:
      Promozione in Bundesliga
      Retrocessione in Regionalliga
Note:

Tre punti per la vittoria, uno per il pareggio, zero per la sconfitta.
In caso di arrivo di due o più squadre a pari punti, la graduatoria verrà stilata secondo la classifica avulsa tra le squadre interessate che prevede, in ordine, i seguenti criteri:
- Punti generali
- Differenza reti generale
- Reti realizzate in generale
- Partite vinte in generale
- Partite vinte in trasferta
- Punti negli scontri diretti
- Differenza reti negli scontri diretti
- Differenza reti generale
- Sorteggio

## Classifica marcatori
| Gol |  |  | Giocatore        | Squadra             |
| --- |  |  | ---------------- | ------------------- |
| 26  |  |  | Ronivaldo        | Austria Lustenau    |
| 15  |  |  | Marko Raguz      | Juniors OÖ          |
| 15  |  |  | David Peham      | Amstetten           |
| 12  |  |  | Benjamin Pranter | WSG Swarovski Tirol |
| 12  |  |  | Thomas Sabitzer  | Kapfenberger        |